# 鬼滅の刃 XRライド ～夢を駆ける無限列車～
- 鬼滅の刃 > 鬼滅の刃 (アニメ) > 鬼滅の刃 XRライド ～夢を駆ける無限列車～

鬼滅の刃 XRライド ～夢を駆ける無限列車～（英: Demon Slayer: Kimetsu no Yaiba XR Ride — Mugen Train Chasing Dreams）は、ユニバーサル・スタジオ・ジャパンで期間限定で運営されたアニメ『鬼滅の刃』をテーマにした史上初のVRジェットコースターである。
このアトラクションは、2021年9月17日から2022年2月13日まで初めて運営され、2024年2月1日から6月9日まで再び復活して運営された。また、施設として「スペース・ファンタジー・ザ・ライド」を使用したため、運営期間中は「スペース・ファンタジー・ザ・ライド」がクローズされた。
2024年7月19日から2025年1月5日までは、「柱稽古編」を舞台にしたオリジナルストーリーが展開される「鬼滅の刃 XRライド〜刀鍛冶の里を疾走せよ〜」が運営された。

## 概要
2021年6月28日、ユニバーサル・スタジオ・ジャパンはアニメ『鬼滅の刃』との初のコラボレーションを発表した。このアトラクションでは、西の地「浪花駅」をイメージした駅舎からライドに乗り込み、『劇場版 鬼滅の刃 無限列車編』に登場する「無限列車」に乗客として乗車する体験型の内容となっている。
同年7月1日からは、ユニバーサル・スタジオ・ジャパンの公式Twitterアカウントで「竈門炭治郎」や「竈門禰󠄀豆子」がコラボレーション内容の一部を紹介し、炭治郎役の花江夏樹をはじめとする『鬼滅の刃』の声優陣が今回のために収録したセリフが公開された。
2021年の開催では、来場者アンケートで満足度99%を記録するなど高い評価を得たことから、2023年11月27日に本アトラクションを2024年2月1日から6月9日にかけて復活させ、運営することが発表された。

## ストーリー
舞台は西の地、浪花駅。「竈門炭治郎」、「嘴平伊之助」、「我妻善逸」、乗客が次々と行方不明になる列車の存在を知らされる。彼らとともに浪花駅から列車に乗り込んだゲストは、出発の瞬間、ホームに響く魘夢の不穏な言葉を耳にする。

## 登場人物
竈門炭治郎（かまど たんじろう）
本作の主人公。鬼となった妹・「禰󠄀豆子」を人間に戻し、鬼に殺された家族の仇を討つため、鱗滝左近次の指導を経て鬼殺隊に入隊する。「禰󠄀豆子」、「善逸」、「伊之助」とともに「煉󠄁獄杏寿郎」と合流し、新たな任務のため“無限列車”に乗り込む。
竈門禰󠄀豆子（かまど ねずこ）
「炭治郎」の妹で、鬼となったが「鱗滝」による暗示と自らの意志で人を襲わない。日中は「炭治郎」が背負う木箱に入り、眠ることで体力を回復する。
我妻善逸（あがつま ぜんいつ）
「炭治郎」の同期で、「雷の呼吸」を使う鬼殺隊の剣士。極度の恐怖状態で失神し、その後覚醒して戦う。
嘴平伊之助（はしびら いのすけ）
「炭治郎」の同期で、「獣の呼吸」を使う猪突猛進な剣士。刃こぼれした日輪刀を二刀流で使用し、豪快な戦闘スタイルを持つ。
煉󠄁獄杏寿郎（れんごく きょうじゅろう）
鬼殺隊の最高位である“柱”の一人で、炎柱。「炎の呼吸」を使い、明朗快活で率直な物言いが特徴。柱合会議後、短期間で40人以上が行方不明となった“無限列車”の調査に赴く。
魘夢（えんむ）
鬼舞辻無惨の配下である“十二鬼月”の一人。他人の不幸や苦しみを見ることを好む歪んだ性格の持ち主。下弦の鬼の「粛清時」、「鬼舞辻」に気に入られて唯一生き残った。那田蜘蛛山で炭治郎たちを苦しめた下弦の伍・累よりも高い序列を持つ下弦の壱であり、「鬼舞辻」から血を分け与えられている。
猗窩座（あかざ）
十二鬼月・上弦の参で、圧倒的な力を誇る鬼。武道に磨きをかけた実力者であり、強者に対して敬意を払う性格を持つ。

## キャスト
- 竈門炭治郎：花江夏樹
- 竈門禰󠄀豆子：鬼頭明里
- 我妻善逸：下野紘
- 嘴平伊之助：松岡禎丞
- 煉󠄁獄杏寿郎：日野聡
- 魘夢：平川大輔
- 猗窩座：石田彰

## オープニング・セレモニー
復活運営の前日である2024年1月31日には、記念のオープニング・セレモニーとプレスプレビューが一般公開に先駆けて報道陣に公開された。セレモニーには主人公「竈門炭治郎」の声優を務めた花江夏樹が登場し、200名を超える『鬼滅の刃』ファンのゲストとともにアトラクションの開幕を宣言した。
同日、パーク内の「ピーコック・シアター」では、『鬼滅の刃』ファンのゲストを招待した「ライド復活記念スペシャルトークイベント」が開催された。このイベントでは、パークのエンターテイナーによる鬼殺隊の闘いをイメージしたオープニングアクトや、「煉󠄁獄杏寿郎」役の声優である日野聡からのスペシャルメッセージ動画のサプライズ公開が行われた。イベントの様子はユニバーサル・スタジオ・ジャパンの公式YouTubeチャンネルでライブ配信された。

## 鬼滅の刃×ハリウッド・ドリーム・ザ・ライド
| 鬼滅の刃×ハリウッド・ドリーム・ザ・ライド Demon Slayer: Kimetsu no Yaiba x Hollywood Dream the Ride | 鬼滅の刃×ハリウッド・ドリーム・ザ・ライド Demon Slayer: Kimetsu no Yaiba x Hollywood Dream the Ride |
| --------------------------------------------------------------------------------------------------- | --------------------------------------------------------------------------------------------------- |
| オープン日                                                                                          | 2021年9月17日（第1期） 2024年2月1日（第2期）                                                        |
| クローズ日                                                                                          | 2022年2月13日（第1期） 2024年6月9日（第2期）                                                        |
| 場所                                                                                                | ハリウッド・ドリーム・ザ・ライド ハリウッド・ドリーム・ザ・ライド ～バックドロップ～                |
| タイプ                                                                                              | ストーリー・コースター                                                                              |
| スポンサー                                                                                          | 大和ハウス工業株式会社                                                                              |
| 所要時間                                                                                            | 約3分                                                                                               |
| 定員                                                                                                | 36名（4名×9列）                                                                                     |
| 利用制限                                                                                            | 身長制限：132cm以上                                                                                 |
| エクスプレス・パス                                                                                  | 〇                                                                                                  |
| シングルライダー                                                                                    | 〇                                                                                                  |
| チャイルドスイッチ                                                                                  | 〇                                                                                                  |

ライド型アトラクション「ハリウッド・ドリーム・ザ・ライド」に『鬼滅の刃』のオリジナル音声ストーリーを加えた特別仕様のアトラクション。期間を分けて2つのオリジナルストーリーが展開された。

第1弾では、「竈門炭治郎」と「煉󠄁獄杏寿郎」がライド体験に驚き、楽しむ様子を描いた「心が燃える絶叫編」が、2021年9月17日から11月7日まで運営された。第2弾では、第1弾の物語を受け、「煉󠄁獄」に鍛えられて恐怖を克服した「炭治郎」を中心に、「竈門禰豆子」、「我妻善逸」、「嘴平伊之助」が登場し、にぎやかな会話が繰り広げられる「みんなで全集中編」が、2021年11月8日から2022年2月13日まで展開された。

## 鬼殺隊特別訓練ラリー
| 鬼殺隊特別訓練ラリー | 鬼殺隊特別訓練ラリー                                                       |
| -------------------- | -------------------------------------------------------------------------- |
| オープン日           | 2021年9月17日（第1期） 2024年2月1日（第2期）                               |
| クローズ日           | 2022年2月13日 2024年6月9日（第2期）                                        |
| 場所                 | 冊子販売場所：「スペース・ファンタジー・ステーション」前モバイルカートなど |
| タイプ               | 体験型ラリー                                                               |
| 利用制限             | 価格：1,200円（冊子、腕章付）                                              |

鬼殺隊士を目指して参加する体験型ラリー「自分の呼吸を見極めろ‼」。この特別訓練では、参加者が最終訓練を乗り越えることで、鬼殺隊士の証を手に入れることができた。

## フード

### 藤の花の食事処
| 藤の花の食事処 Wisteria Restaurant | 藤の花の食事処 Wisteria Restaurant           |
| ---------------------------------- | -------------------------------------------- |
| オープン日                         | 2021年9月17日（第1期） 2024年2月1日（第2期） |
| クローズ日                         | 2022年2月13日 2024年6月9日（第2期）          |
| 場所                               | SAIDO                                        |
| メニュー類                         | 和食                                         |
| タイプ                             | フルサービス                                 |
| レストラン優先案内                 | ○（2021年11月1日 - ）                        |
| キッズメニュー                     | 〇                                           |
| クレジットカード                   | 〇                                           |

「藤の花の食事処」（英: Wisteria Restaurant）は、「SAIDO」で展開された、鬼殺隊の最高位である“柱”をテーマにしたレストランである。店舗は藤の花の家紋が掲げられ、鬼除けとして知られる藤の花で彩られた装飾が施されていた。店内では、“柱”をモチーフにしたオリジナルメニューやドリンクが提供された。
また、『鬼滅の刃』作品史上初となる人類再生技術で製作された「クロノイド」の「冨岡義勇」と「胡蝶しのぶ」が展示され、リアルに再現された肌や瞳を特徴としていた。このクロノイドとともに写真撮影ができるフォトオポチュニティも実施された。
提供されたメニューには、「冨岡義勇」をイメージした「蒼の御膳」、「宇髄天元」をイメージした「モダン寿司御膳」、「甘露寺蜜璃」をイメージした「ハイカラ・カツ膳」、「竈門炭治郎」・「我妻善逸」・「嘴平伊之助」をイメージした「御子様弁当」、「胡蝶しのぶ」をイメージした「ハイカラ・ア・ラ・モード」、「不死川実弥」をイメージした「バンカラ・おはぎ」、「伊黒小芭内」をイメージした「黒すぐりヨーグルト」、「時透無一郎」をイメージした「空色ソーダ」、「悲鳴嶼行冥」をイメージした「ほうじ茶ミルク」が含まれていた。

さらに、2021年11月8日からは新メニューとして、「胡蝶しのぶ」をイメージした「華々ビフカツ膳」や、「甘露寺蜜璃」をイメージした「苺あんみつパフェ」が提供された。

### スタジオ・スターズ・レストラン
アトラクションの正面に位置する「スタジオ・スターズ・レストラン」では、“炎柱”である「煉󠄁獄杏寿郎」や激闘の舞台「無限列車」をテーマにしたオリジナルメニューが提供された。作中に登場した「牛鍋弁当」をアレンジし、大正時代に流行したカレーをドリア風に仕立てた「うまい！うまい！牛鍋＆焼きカレーセット」や「煉獄の兄貴ィ! キッズセット」が登場。また、炎柄をモチーフにした「炎柱のオレンジレアチーズケーキ」や、列車が鬼に取り憑かれた妖しい雰囲気を表現した「闇を往く無限列車 ～カシスムース＆チョコレートケーキ～」も提供された。
さらに、2021年11月8日からは新メニューとして、パイとグリッシーニで表現した“日輪刀”など“炎柱”の「煉󠄁獄」をモチーフとした「煉獄杏寿郎のハンバーグプレートセット」が提供された。

### 味自慢 浪花駅売店
アトラクションの前には、「味自慢 浪花駅売店」と名付けられたフードカートが展開された。このフードカートでは、折れた日輪刀をチュリトスで表現した「すみません!!折れた日輪刀チュリトス～チョコ＆黒糖～」、包帯ぐるぐる巻きの「善逸」をモチーフにした「ぐるぐる巻きの善逸どら焼き～ミルクキャラメル～」、そして「伊之助」の好物である海老天の風味を再現した「ほわほわ…伊之助饅頭～海老天味～」が提供された。
さらに、2021年11月8日からは新メニューとして、「炭治郎」が蝶屋敷で「全集中・常中」を体得する際に使用した“瓢箪”を再現した「炭治郎のひょうたんこっぺぱん ～からあげ＆きんぴら～」が提供された。
2024年の復活時には、「炭治郎」の羽織の市松模様をモチーフにした「炭治郎チュリトス ～抹茶チョコ～」と、「禰󠄀豆子」をイメージした「禰󠄀豆子チュリトス ～いちごみるく～」が提供された。

### ポップコーンカート
アトラクションの前に設置されたポップコーンカートでは、木箱から「禰豆子」がそっと顔をのぞかせるデザインの「禰豆子ポップコーンバケツ ～はちみつうめ味～」が販売された。このバケツはパークの開園と同時に販売開始されると瞬く間に行列ができ、その日の販売分が売り切れるほどの人気を集めた。定価は3700円（税込）だったが、フリマアプリなどでは7000円前後の価格で出品される事態となった。
パーク側は、「公式販売以外のルートで不当に高い価格での個人売買が確認されている」として、転売目的の購入や不当に高い価格での購入を控えるよう注意を呼びかけた。さらに、11月22日にはフリマサービス「メルカリ」と連携し、転売対策を強化すると発表。商品に対して定価以上の価格設定がされていることを警告するバナーを設置するなどの措置を取った。
2024年の復活時には、「禰豆子のポップコーンバケツ」がストラップを新たに、さくらんぼ味として再登場した。

## グッズ
劇中のキャラクターたちが着用している「羽織」や、「伊之助」になりきれる「ぬいぐるみハット」など、キャラクターになりきれる多彩なグッズが販売された。特に注目を集めたのは、「炭治郎」「善逸」「煉󠄁獄」「冨岡」「胡蝶」の全6種で展開された「羽織」。価格は7900円とパークチケットに匹敵する高価格であったが、その品質の高さが話題となり、Twitterでは「クオリティ高すぎて即購入」「USJの衣装系グッズはハイクオリティだから買って間違いなし」といった声が多数上がった。その結果、9月下旬には一部のデザインが一時品切れとなり、SNSを中心に大きな話題となった。
2024年の復活時には、新作グッズとして「煉󠄁獄杏寿郎」をモチーフにした「カチューシャ」や、キャラクターたちがデザインされたコレクタブルアクリルキーチェーンが販売された。